# Dazhu (Dazhou)

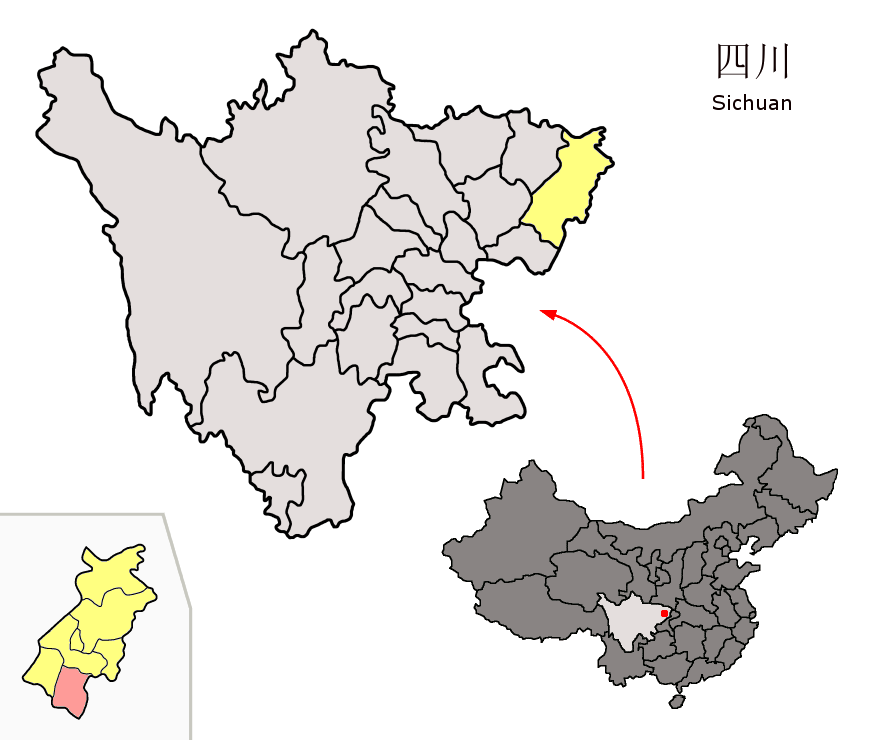
Lage des Kreises Dazhu (rosa) auf dem Gebiet von Dazhou (gelb).

Der Kreis Dazhu (chinesisch 大竹县, Pinyin Dàzhú Xiàn) ist ein Kreis der bezirksfreien Stadt Dazhou in der chinesischen Provinz Sichuan. Er hat eine Fläche von 2.085 Quadratkilometern und zählt 841.960 Einwohner (Stand: Zensus 2020). Sein Hauptort ist die Großgemeinde Zhuyang 竹阳镇.

## Administrative Gliederung
Auf Gemeindeebene setzt sich der Kreis aus achtzehn Großgemeinden und zweiunddreißig Gemeinden zusammen. 